# Джиангшаний
| Период    | Серия         | Етаж        | млн. год.   |
| --------- | ------------- | ----------- | ----------- |
| Ордовик   | Долен ордовик | Тремадокий  | младши      |
| Камбрий   | Фуронгий      | Етаж 10     | 489,5–485,4 |
| Камбрий   | Фуронгий      | Джиангшаний | 494–489,5   |
| Камбрий   | Фуронгий      | Пейбий      | 497–494     |
| Камбрий   | Серия 3       | Гужангий    | 500,5–497   |
| Камбрий   | Серия 3       | Друмий      | 504,5–500,5 |
| Камбрий   | Серия 3       | Етаж 5      | 509–504,5   |
| Камбрий   | Серия 2       | Етаж 4      | 514–509     |
| Камбрий   | Серия 2       | Етаж 3      | 521–514     |
| Камбрий   | Терановий     | Етаж 2      | 529–521     |
| Камбрий   | Терановий     | Фортуний    | 541–529     |
| Едиакарий | Едиакарий     | Едиакарий   | старши      |

Джиангшаний е средният етаж на серията фуронгий от геоложкия период камбрий. Той следва пейбий и е следван от все още неназованият 10-и етаж на камбрий. Базата (началото) се дефинира като първата поява на трилобита Agnostotes orientalis, което е приблизително преди 494 милиона години. Джиангшаний продължава допреди около 489,5 милиона години.
Етажът Джиангшаний е кръстен на град Джиангшан в провинция Джъдзян в Китай.
GSSP на Джиангшаний е разчленението Дюибиян B (28° с. ш. 118° и. д. / 28.815967° с. ш. 118.614933° и. д.), западно от село Дюибиян и на 10 км северно от Джиангшан. Оголването принадлежи към формацията Хуаянси.